# Hjalmar Davidsen
Hjalmar Davidsen (Copenaghen, 2 febbraio 1879 – Copenaghen, 7 febbraio 1958) è stato un regista danese.

## Biografia
Davidsen, figlio maggiore di Valdemar Moritz Davidsen e Alida Mathilde Hansen. Nel 1901 si è recato in Spagna per il commercio di scorfani. Arrivato a Parigi nel 1908, incominciò ad interessarsi del cinema e nel 1910 è stato il produttore del film L'abisso (Afgrunden), diretto dal regista Urban Gad ed interpretato da Asta Nielsen, che è stato il suo film d'esordio. Dal 1913 al 1917, ha diretto una cinquantina di film con la Nordisk Film. Nel 1920 ha terminato la sua carriera di regista con il film Skomakarprinsen.

## Filmografia
- Giftslangen (1913) - cortometraggio
- Chatollets Hemmelighed (1913)
- Skandalen paa Sørupgaard (1913)
- Lykken svunden og genvunden (1913) - cortometraggio
- Fra mørke til lys (1914) - cortometraggio
- Anello serpente (Expressens Mysterium) (1914)
- Fangens Søn (1914) - cortometraggio
- Guldkalven (1914) - cortometraggio
- Detektivens barnepige (1914)
- En stærkere magt (1914)
- Nattens gaade (1915) - cortometraggio
- Drankersken (1915)
- Manegens Børn (1915)
- Godsforvalteren (1915)
- Kvinden, han mødte (1915)
- Den Vanærede (1915)
- I stjernerne staar det skrevet (1915) - cortometraggio
- L'eterno femminino (Det evige Had) (1915)
- Kampen om barnet (1915)
- Spejlets Spaadom (1916)
- Vaadeskudet (1916)
- Lykkedrømme (1916)
- Viljeløs Kærlighed (1916)
- En kærlighedsprøve (1916)
- Naar Hjerterne kalder (1916)
- Prinsessens Hjerte (1916)
- En Søns Kærlighed (1916)
- Grevinde Clara (1916)
- Filmens Datter (1916)
- Pengenes magt (1917)
- Handelen med Menneskeliv (1917)
- Fiskerlejets Datter (1917)
- Tropernes Datter (1917)
- Kriminalgaaden i Kingosgade (1917)
- Et barnehjerte (1917)
- Kampen om Kvinden (1917) - cortometraggio
- Studenterkammeraterne (1917)
- Pjerrot (1917)
- Amors Hjælpetropper (1917) - cortometraggio
- Blomsterpigens Hævn (1918) - cortometraggio
- Ansigtet i Floden (1918) - cortometraggio
- Hans Kæreste (1918)
- Den lille Danserinde (1918) - cortometraggio
- Solen der dræbte (1918)
- Hans store Chance (1919)
- Stakkels Karin (1919)
- Skomakarprinsen (1920)